# Micrathena raimondi
Micrathena raimondi là một loài nhện trong họ Araneidae.
Loài này thuộc chi Micrathena. Micrathena raimondi được Władysław Taczanowski miêu tả năm 1879.